# Friday Night Lights (serie de televisión)
Friday Night Lights es una serie de televisión estadounidense ganadora de numerosos premios, adaptada por Peter Berg, Brian Grazer y David Nevins a partir del libro Friday Night Lights: A Town, a Team and a Dream, escrito por H. G. Bissinger, y la película homónima de 2004, protagonizada por Billy Bob Thornton.
Producida por la NBC Universal y emitida por la NBC debutando el 6 de octubre de 2006 con un número inicial de 22 episodios. La NBC consiguió la renovación de la serie para una segunda temporada que debutó el 5 de octubre de 2007. Temporada que se vio obligada a finalizar en el episodio 15 debido a la Huelga de guionistas en Hollywood de 2007-2008 dando lugar a la especulación de la posible cancelación de la serie.
Sin embargo la serie fue renovada para una tercera temporada en la que se emitieron 13 episodios. Para conseguir esta renovación se llegó a un acuerdo con Direct TV que comenzó la emisión de la tercera temporada el 1 de octubre de 2008 dejando la reposición de la temporada en manos de la NBC para el invierno de 2008 y 2009. 
Después de la incertidumbre de la tercera temporada y su posible cancelación, la NBC y Direct TV volvieron a llegar a un acuerdo para la realización y emisión de dos temporadas más. Se especuló con la preparación de una película basada en la serie, con el reparto original. Dicho proyecto quedó descartado finalmente.

## Sinopsis
Friday Night Lights se centra en un ficiticio pueblo rural de Estados Unidos, llamado Dillon, Texas, donde el codiciado anillo del campeonato estatal de fútbol americano es considerado el mayor trofeo, la mayor recompensa que el pueblo puede llegar a conseguir. Y es que en Dillon, el fútbol americano del instituto no es sólo un deporte, es una forma de vida.

## Trama
| Temporada | Temporada | Episodios | Episodios | Emisión original         | Emisión original     |
| Temporada | Temporada | Episodios | Episodios | Primera emisión          | Última emisión       |
| --------- | --------- | --------- | --------- | ------------------------ | -------------------- |
|           | 1         | 22        | 22        | 11 de septiembre de 2006 | 11 de abril de 2007  |
|           | 2         | 15        | 15        | 5 de octubre de 2007     | 8 de febrero de 2008 |
|           | 3         | 13        | 13        | 16 de enero de 2009      | 10 de abril de 2009  |
|           | 4         | 13        | 13        | 7 de mayo de 2010        | 6 de agosto de 2010  |
|           | 5         | 13        | 13        | 15 de abril de 2011      | 15 de julio de 2011  |

### Primera temporada
En la primera temporada, se desarrollan dos grandes eventos: el nombramiento de entrenador jefe a Eric Taylor (Kyle Chandler) para el equipo local de fútbol americano "los Panthers", que junto con su familia intentarán llevar una nueva vida en Dillon y la parálisis de la estrella del equipo, su quaterback, Jason Street (Scott Porter).
A partir de este momento el equipo habrá de componerse y buscar nuevas soluciones, que su entrenador descubrirá cuando fija su atención en Matt Saracen, (Zach Gilford), un jugador con poca confianza en sí mismo que intenta pasar desapercibido tanto en el instituto como en el equipo, pero para el cual todo cambiará esta nueva temporada de fútbol, influyendo en ello la llegada de la hija del entrenador Julie Taylor (Aimee Teegarden) al instituto. También ganará popularidad otro dúo importante de este equipo, Brian "Smash" Williams (Gaius Charles), un triunfador en toda regla con una buena familia tras él, al contrario que otro de los protagonistas, Tim Riggins (Taylor Kitsch), un medio alcohólico descentralizado que con el accidente de su mejor amigo (Jason Street), y los confusos sentimientos que siente por la novia de su amigo Lyla Garrity (Minka Kelly) se perderá aún más con sus demonios y temores, sin que la existencia de su hermano mayor Billy el único familiar que todavía se preocupa por él o su amiga y novia por momentos Tyra Collette (Adrianne Palicki) puedan hacer mucho.
Esta primera temporada vislumbrará la magia del juego, de estrategias y estadios llenos que se convertirán sólo en la superficie cuando se profundice en la vida sentimental de los jugadores y a la presión que sufre tanto el equipo como su entrenador ante una comunidad que exige victoria tras victoria.

### Segunda temporada
Esta temporada comenzará con el entrenador Eric Taylor en Austin, Texas con su nuevo trabajo como entrenador universitario para la TMU, mientras que su esposa Tami Taylor, (Connie Britton) se encuentra en Dillon con su hija adolescente Julie y su bebé recién nacido.
Mientras tanto los "Panthers" están teniendo problemas internos con su nuevo entrenador y Tami la esposa de Eric encontrará el apoyo con los problemas del bebé en Glenn Reed, (Steven Walters) un nuevo compañero de trabajo que aparecerá como caído del cielo para la señora Taylor. Tras algo de indecisión el entrenador Taylor, regresará a Dillon y volverá a ocupar su puesto como entrenador jefe, regreso que no conseguirá remitir del todo el comportamiento rebelde de su hija Julie que siente que no encaja en ningún sitio tras su confusa ruptura con Matt Saracen y la nueva atención que su madre centra en su nueva hermanita Gracie Bell.
Como si de un nuevo comienzo se tratara el entrenador Taylor comenzará ganando partidos durante la temporada de fútbol, que se verá ofuscada con la expulsión de Tim Riggins del equipo después de pasar casi una semana en México con su mejor amigo ahora paralítico Jason Street, que intenta someterse a una operación experimental no permitida en los EE. UU. para volver a caminar. Todo eso le traerá problemas Tim, tanto de viviendo como de relaciones hasta que solucione su falta para con sus compañeros y su equipo. Al mismo tiempo "Smash" está siendo reclutado e incluso acosado por diversos ojeadores de todo tipo de universidades con la intención de proponerle la beca más ventajosa con la que poder conseguir entrar en la liga nacional de fútbol, la NFL. Smash acepta una suculenta oferta con la TMU, que se verá anulada tras una pelea provocada por unos racistas "blancos" en un cine que insultan a su hermana y hacen alusión a su novia blanca, a lo que Smash responderá con sus puños en vez de con sus palabras y este "dudoso comportamiento" excusa con la que la TMU revocará su oferta de beca. Sin embargo cuando todo lo creía perdido aceptará su entrada en la universidad local de Whitmore cuyo entrenador guarda una estrecha relación con el entrenadoer Taylor.
Por otro lado Matt tras su ruptura con Julia y una breve incursión con una animadora, se enamorará de la enfermera que se está encargando de su abuela Carlotta Alonso, (Daniella Alonso).
Landry Clarke, (Jesse Plemons) y amigo de Matt también conseguirá más protagonismo en esta temporada al asesinar al acosador e intento de violación de Tyra Collette de la que está enamorado, surgirán dudas, remordimientos y finalmente confesiones incrementando la tensión en su relación con Tyra.
Jason dejará embarazada a una camarera con la que tuvo un encuentro de una sola noche, y estudiando su caso de parálisis acabará por creer que es un milagro que tal suceso haya sucedido, por lo que la temporada acabará con el intento de Jason porque ella tenga al niño.

### Tercera temporada
Tras una nueva renovación de la serie se acercan algunos cambios en la serie que se verá reflejada con la salida de dos personajes principales Jason Street y Smash" que se debe exclusivamente a la historia con el fin de mantener la realidad puesto que la tercera temporada comenzará 8 meses después de lo acontecido en el episodio 15 según su productor Jason Katims, algo aceptado considerando que ambos estudiantes se graduaron el año pasado. Igualmente ambos personajes regresaran por tres o cuatro episodios para terminar sus historias.
Una nueva relación surgirá entre Tim Riggins y Lyla Garrity, tras dos años de temores y confusiones.
Una novedad interesante se producirá en la vida de Matt dado que su madre regresará al pueblo después de más de 10 años. Además su titularidad estará en problemas cuando un estudiante llamado J.D. McCoy, comienza a participar como un gran quarterback, el mismo puesto de Matt.
Tami Taylor verá un cambio en su relación con el entrenador Taylor cuando ella sea elegida como la nueva directora de la secundaria.

### Cuarta temporada
La cuarta temporada supone una ruptura con la trama de las tres anteriores. El entrenador Taylor es expulsado de los Panthers y pasa a entrenar a un nuevo equipo: los recompuestos Lions de East Dillon y su antiguo equipo dominado ahora por Joe McCoy y otros accionistas se convierte en el adversario natural. Desaparecen algunos de los personajes de las entregas anteriores como Tyra Colette que se marcha a la universidad, mientras que otros como Lyla Garrity y Matt Sarracen finalizan sus historias durante esta temporada, que por esta circunstancia tiene un tono más nostálgico que las precedentes.
Los personajes que permanecen se desenvuelven ahora en un nuevo tipo de situaciones y eso determina una evolución personal muy acentuada. El entrenador Taylor deja de ser en el campo el personaje autoritario que le caracterizaba hasta el momento y obligado por las penosas circunstancias del nuevo equipo se verá obligado a ser más transigente, y a actuar con mucha más mano izquierda, pero con habilidad y paciencia logrará transmitir entusiasmo a sus jugadores a pesar de un encadenamiento de resultados desfavorables. Tamy Taylor se verá dividida por la lealtad a su marido y sus obligaciones como directora del instituto. También el personaje de Tim Riggins experimenta una evolución: se lo verá derrotado, vulnerable y por fin preocupado por las consecuencias de sus acciones. Sin embargo, Billy y Tim se reconcilian, pero juntos tomarán malas decisiones. Tim Riggins vivirá en una caravana alquilada e intentará enmendar sus errores ayudando a la hija de su casera, Becky Sproles. Matt Saracen por su parte irá rompiendo las ataduras que lo retienen en Dillon hasta que acaba marchándose a Chicago, Julie Taylor finalmente deberá asumir la ruptura de su romance con Matt.
Cobran protagonismo dos nuevos jugadores en los Lions de Dillon East. Vince Howard, un delincuente juvenil, que verá en el fútbol una salvación para él y un futuro que le aleja de la cárcel. Luke Cafferty, una prometedora estrella de los 'Panthers' que debe cambiar de instituto y jugar en los 'Lions', donde debe enfrentarse a un vestuario que no le quiere, y a sus excompañeros que se burlan de él. Ambos jugadores serán los pilares del equipo junto con otros compañeros como Tinker, Hastings o Buddy Jr.

### Quinta temporada
La última temporada comienza con la despedida de Landry Clark tras haber ganado mucho protagonismo en la serie, cuando este se va a la universidad y cierra su historia en la serie. Julie Taylor también irá a la universidad, pero por distintas causas volverá de manera intermitente a casa de sus padres. Durante la temporada Julie y Matt Saracen cerrarán su historia de amor con un final feliz.
Los últimos capítulos de la quinta temporada se centran en cerrar todas las historias y dramas surgidos durante la serie. El entrenador Taylor tiene que gestionar los distintos egos que surgen en su equipo, logrando conseguir un bloque ganador, que llevará a los 'East Dillon Lions' a jugar por el trofeo Estatal. Por su parte, en el matrimonio Taylor surgirán las dudas, cuando a Tamy le ofrezcan un puesto en la Universidad de Philadelphia, y el matrimonio deba decidir si se divorcian, se quedan en Dillon, o se van a Filadefia, pues Eric Taylor no quiere abandonar a sus jugadores y mudarse. 
Resumiendo la historia de los jugadores de 'East Dillon' a Vince Howard le lloverán las ofertas de Universidades que quieren contar con él como quarterback estrella, y tomará malas decisiones tras verse influenciado por su padre, que tras salir de la cárcel se reintegrará en la familia, intentando buscar el mejor futuro para su hijo. Vince cambiará y eso le traerá problemas con su entorno, su equipo y con su novia Jess Merriweather. Luke Cafferty se verá desmotivado viendo como en su último año, ninguna Universidad se interesa por él, pese a todos sus esfuerzos. Además Luke, mantendrá una relación complicada con Becky Sproles, quien vivirá con los Riggins, tras verse abandonada por sus padres, y viviendo con la actual mujer de su padre, quien la trata mal. 
Sobre los exjugadores de los 'Panthers', durante la temporada, se verá por la televisión varios partidos de football, en los cuales se nombrará a 'Smash' Williams y se le verá corriendo para anotar touchdown y demostrar que sigue triunfando como estrella del football universitario. Reaparecerá en un capítulo Jason Street al que todo le va muy bien, pues acaba de ser recién ascendido en la Agencia de Contratación de Jugadores y espera su segundo hijo. Tyra Collet volverá de vacaciones por Navidad al pueblo a ver a su familia y ayudará a Tim Riggins a ordenar su vida tras salir de la cárcel, pues Tim lo ha pasado mal durante su encarcelamiento y guarda mucho rencor por ello a su hermano Billy.

## Reparto
| Actor             | Personajes             | Notas |
| ----------------- | ---------------------- | --- |
| Kyle Chandler     | Eric Taylor            | Entrenador de los "Panthers", se convertirá en un todo para el pueblo de Dillon, en la luz de la esperanza para los seguidores de los Panthers, en un padre para sus jugadores, en un justo consejero que verá como le llueven los problemas, pero que junto con su familia y su afán de superarse y experiencia intentará buscar las soluciones una a una. Su personalidad puede definirse como desdoblada. En su trabajo se desenvuelve con una fuerte autoridad y con una rigurosa rectitud mientras que en familia tiende a ser cariñoso y conciliador, transigente y resignado incluso con sus propias aspiraciones. |
| Connie Britton    | Tami Taylor            | Esposa del entrenador y orientadora en el instituto, que se irá independizando cada vez más siempre con el apoyo y el amor de su esposo, que pese a los altibajos parece ir demostrando que su amor todavía dará mucho que hablar. A lo largo de la serie deberá resignarse a que su hija crezca y abandone el hogar. |
| Aimee Teegarden   | Julie Taylor           | Hija del entrenador, sale con Matt Saracen hasta que la situación se le va complicando cuando la rebeldía y los complejos respecto a sus padres salen a la luz. Inquieta y vitalista, se vuelve contestataria contra un ambiente familiar que en ocasiones le resulta opresivo. |
| Zach Gilford      | Matt Saracen           | Un chico tímido e inseguro en sus inicios con increíble capacidad como Quarterback que conseguirá la titularidad de los Panthers, tras el accidente de Jason Street. En la tercera temporada se ve desplazado por un nuevo quarterback J.D. McCoy lo que en principio le provoca resentimiento. Tiene un extremado sentido de la responsabilidad hacia sus allegados. Se enamorará de la hija del entrenador Julie Taylor, y conforme avancen las temporadas se verá tanto su evolución personal como profesional. |
| Scott Porter      | Jason Street           | Uno de los personajes de mayor carga dramática de la serie. Ex-Quarterback titular de los Panthers. Sufrió un accidente en el campo que lo dejó en una silla de ruedas, tendrá que recomponer toda su vida y todas sus relaciones, mientras su personalidad evoluciona desde una impaciente frustración hasta un sereno altruismo tendrá que esforzarse por encontrar un sentido a su vida, sentido que hallará en una inesperada paternidad. |
| Taylor Kitsch     | Tim Riggins            | Uno de los personajes más alabados y reconocidos, el carismático Fullback de los Panthers, jugador de ataque, tiene un complicado pasado familiar y remordimientos personales que incluyen a Jason Street, su mejor amigo y a Lyla Garrity. De carácter silencioso, poco sociable, cínico y autodestructivo, en la cuarta temporada se vuelve más preocupado por sus allegados, aun así la mala fama le precede y suele equivocarse en las decisiones que toma sobre su vida y relaciones. |
| Gaius Charles     | Brian "Smash" Williams | Jugador estrella de los Panthers, su ambición es ser profesional, para conseguir mejorar el nivel económico de su familia, peca de vanidoso e impusivo, pese a todo es amigo de sus amigos e intentará solucionar las injusticias que se le vayan presentando por el camino, incluidas las que provoque él mismo. |
| Minka Kelly       | Lyla Garrity           | Animadora de los Panthers y novia de Jason Street durante la primera temporada, que después de un tiempo de confusión se concentrará en su fe cristiana para intentar solucionar sus problemas, y tendrá una comentada relación con Tim Riggins, que encontrará su lugar en la 3.º temporada |
| Adrianne Palicki  | Tyra Collette          | Quiere marcharse de "Dillon", es independiente. Se relaciona con Tim Riggins, más adelante se hará amiga de Julie Taylor y de Tami Taylor, la cual orientará su actividad académica, pero su relación más especial será con Landry Clarke. |
| Jesse Plemons     | Landry Clarke          | Mejor amigo de Matt Saracen. En la primera temporada está fuera del deporte y se le presenta como el típico "nerd", en la segunda y tercera juega con los 'Panthers' pero sin ser titular y en la cuarta temporada juega con los Lions como pateador del equipo. Mantendrá una relación con Tyra Collete y posteriormente con Jess Merryweather. Durante la serie se verá que Landry tiene grandes dotes artísticas, siendo el líder de un grupo de rock llamado 'Crucifictoryus'. |
| Brad Leland       | Buddy Garrity          | Padre de Lyla y el mejor amigo de Eric. Posee un concesionario de coches donde temporalmente emplea a Jason y a la madre de Tyra Colette con la cual tiene una aventura que provoca su divorcio. Se considera el principal hincha de los panthers hasta que en la cuarta temporada asqueado por el trato deparado al entrenador Taylor cambia su afiliación y pasa a promover a los Lions. |
| Derek Phillips    | Billy Riggins          | El hermano mayor de Tim. Tan crápula y alcohólico como su hermano pero más torpe. Se enamora de Mindy Colette, hermana de Tyra, una bailarina de un local de alterne con quien se casa al final de la tercera temporada. Monta un taller de reparación de coches y se ve complicado al final de la cuarta temporada en un delito de uso de repuestos robados, debido al nacimiento de su hijo su hermano Tim declara ser el responsable del delito y es encarcelado. En la quinta temporada se rehabilita y cobra mayor protagonismo siendo entrenador de la defensa. |
| Michael B. Jordan | Vince Howard           | De delincuente juvenil a estrella de los Lions. Vince se convertirá y se reformará en un gran jugador que quiere huir de los problemas de la calle. Durante la cuarta y quinta temporada será el jugador de referencia para Eric Taylor, y capitán del equipo, demostrando que él no es un mal chico, solo una persona que ha tenido una vida difícil pero con un gran corazón, pues su padre es un ladrón y traficante de drogas que cumple condena en la cárcel, y su madre una drogadicta que no puede ni sabe ocuparse de su hijo. Vince debe sobrevivir por sus propios medios. Se enfrentará a múltiples problemas de su pasado que volverán para ponerle las cosas aún más complicadas. Como jugador, es un muy rápido y con fortaleza, comienza jugando como Running Back, en la misma posición que jugaba 'Smash', pero con un brazo muy potente acaba convirtiéndose en Quaterback. Eric Taylor aprovechará todo su potencial y le diseñará jugadas de pase y de carrera para él, combinando ambas habilidades. Sin embargo el estrellato le hará sentirse acosado por los ojeadores que quieren que juegue con ellos en la universidad. |
| Matt Lauria       | Luke Cafferty          | Luke es un jugador fuerte y vigoroso, que juega tanto en defensa como en ataque en los 'Lions' durante la cuarta y quinta temporada, debido a su excepcional potencia. Billy Riggins le tomará bajo su protección, ayudándolo y entrenándole para intentar conseguir su sueño: de ser una estrella de football universitario. Luke, vive con sus padres en una granja a las afueras, y tras la división de institutos que se produce al final de la tercera temporada, deberá estudiar en Dillon Este, donde no es recibido bien por sus compañeros. Mantendrá una historia romántica con Becky Sproles, no exenta de problemas. |
| Madison Burge     | Becky Sproles          | Aparecerá durante la cuarta y quinta temporada. Becky es una joven que vive con su madre, camarera de bar, y cuyo padre, que es camionero, y que les abandonó para tener un hijo con otra mujer. Becky es una adolescente muy guapa que quiere llegar a ser Miss America, pero a la vez terriblemente inocente, lo que hará que deba aprender a base de recibir duros golpes de la vida. La madre de Becky alquilará una vieja caravana a Tim Riggins, lo que conllevará que Tim y Becky se apoyen en los duros momentos de ambos. |
| Jurnee Smollet    | Jess Merryweather      | Jess es una chica de duro carácter que ha tenido que criarse en Dillon Este, ayudando a su padre viudo a salir adelante, y trabajando con él en un pequeño restaurante familiar, a la vez que debe cuidar de sus tres hermanos pequeños. Jess es una gran aficionada al football y se integrará dentro de la plantilla de los 'Lions' primero como animadora, y posteriormente como utillera del equipo, pues su deseo es convertirse algún día en la primera mujer que entrena a un equipo. Durante la cuarta temporada mantendrá un romance con Landry, aunque ella aun sigue enamorada de Vince. |

## Recepción

### Crítica
Tras un comentado debut en la primera temporada Virginia Hoffman escribió para el New York Times: "Si esta temporada se parece en algo a su episodio piloto, este nuevo drama sobre el fútbol de instituto puede ser grandioso - y no tan sólo grandioso en el sentido televisivo, sino grandioso como puede serlo un poema o una pintura".
El Washington Post agasajó la serie de manera similar,"extraordinaria de absolutamente todas las maneras". Bill Simmons, un columnista perteneciente a la ESPN Magazin imploraba a sus lectores el día 24 de septiembre de 2007 a que vieran la serie calificándola como "la mejor serie relacionada con los deportes jamás realizada". Otras numerosas críticas positivas se publicaron en el USA Today, San Francisco Chronicle, así como en medios internacionales como en The Guardian, con crítica personal de Jonathan Bernstien y en el, donde se le dio una puntuación de 4 sobre 5 estrellas.
Durante toda su temporada inaugural, la serie continuó siendo nombrada y reconocida por diversos periosistas, Matt Roush de TV Guide, le dedicó su espacio calificando los últimos episodios de la temporada, como de "increíblemente entretenido", mientras que Amy Amatangelo de Zap2it le pidió a sus lectores que prometieran ver los últimos 4 episodios de la temporada.
Aun así y pese a las nominaciones recibidas el episodio piloto también tuvo sus malas críticas por parte del Philadelphia Inquirer, calificándola como "típica serie de deportes de instituto. De igual modo con críticas negativas comenzó Los Angeles Times, cambiando favorablemente a partir de la mitad de la primera temporada en adelante.
En comparación con la primera, la segunda temporada obtuvo menos críticas favorables, en gran parte por el asesinato de Landry Clarke y Tyra Collete que según Los Angeles Times provocó una pérdida de inocencia de la serie, mientras que el Boston Globe dijo que lo ocurrido "se encuentra fuera del tono realista que estaba llevando la serie". 
Sin embargo Variety fue más positivo diciendo que "la fe debería ser la muestra al guionista y productor Jason Katims" y The New York Times publicó "Mantener a Friday Night Lights en la línea de realismo que llevaba desde la primera temporada habría hecho perder sus esenciales placeres expresionistas".
James Poniewozick, periodista del Time úbico a la serie dentro de las 4 mejores serie dentro del top 10 de series del 2007.

### Premios y nominaciones
2006
- American Film Institute - 1 de las 10 mejores series de TV de 2006

2007
- Television Critics Association Award - Mejor interpretación individual en un drama – Kyle Chandler
- Television Critics Association Award - Mejor interpretación individual en un drama – Connie Britton
- Television Critics Association Award - Logros extraordinarios en un drama
- Television Critics Association Award - Logro excepcional del mejor programa de TV del año (GANADO)
- Television Critics Association Award - Mejor programa del año

- Writers Guild of America Awards - Mejor nueva serie

- George Foster Peabody Awards - Mejor excelencia de reparto
- Premios Emmy - Mejor dirección en una serie - Peter Berg por el episodio "Pilot"
- Premios Emmy - Mejor reparto en un drama - Imagine Television, Film 44, NBC Universal Television Studio (GANADO)
- American Film Institute - 1 de los 10 mejores series de TV de 2007
- Teen Choice Awards - Mejor actor revelación - Taylor Kitsch

2008
- People's Choice Awards - Canción favorita de una B.S.O. - "Read My Mind," The Killers
- Teen Choice Awards - Mejor actor en un TV Drama - Taylor Kitsch
- Writers Guild of America - Mejor serie dramática
- Television Critics Association Award - Logros de interpretación en un drama
- Television Critics Association Award - Mejor interpretación individual - Connie Britton

2011
- Premios Emmy - Mejor interpretación masculina Drama - Kyle Chandler (GANADO)
- Premios Emmy - Mejor capítulo del año para serie de TV - Jason Katims por su guion para 'The Son' (GANADO)

## Distribución
Los videos de transmisión, como las entrevistas del elenco y el episodio completo de la semana, han estado disponibles en NBC.com desde el inicio de la serie. En diciembre de 2006, NBC amplió esta selección para incluir todos los episodios de la temporada. La decisión de ofrecer cada episodio se hizo solo para unos pocos programas selectos y representa un impulso de marketing por parte de NBC.
Además de las ofertas gratuitas de soporte publicitario, todos los episodios de Friday Night Lights estuvieron disponibles para su descarga en iTunes Store el 10 de febrero de 2007 por $ 1.99 por episodio. Como promoción especial, la prueba piloto se ofreció inicialmente como descarga gratuita. La serie estuvo disponible en Netflix hasta el 1 de octubre de 2017.

## Cancelación en película
En julio de 2011, se reveló que el creador y productor ejecutivo Peter Berg estaba interesado en continuar la serie, como un largometraje. En agosto de 2011, Berg dijo en un panel de la Asociación de Críticos de Televisión que la película Friday Night Lights está en desarrollo. Berg fue citado diciendo "Nos tomamos muy en serio el intento de hacerlo", y agregó que el guion se está escribiendo actualmente. Universal Pictures e Imagine Television producirían la película, y Kyle Chandler y Connie Britton regresarían. En mayo de 2013, el productor ejecutivo Brian Grazer confirmó el desarrollo continuo para hacer una película. En diciembre de 2013, Berg confirmó que una película no avanzaría.